# Puchsbaumgasse
Die Puchsbaumgasse ist eine Gasse im 10. Wiener Gemeindebezirk, Favoriten. Sie wurde 1872, damals noch im 4. Bezirk, nach dem Dombaumeister von Sankt Stephan, Hans Puchsbaum, benannt. Seit 1874 ist Favoriten als 10. Bezirk eigenständig.

## Verlauf und Charakteristik

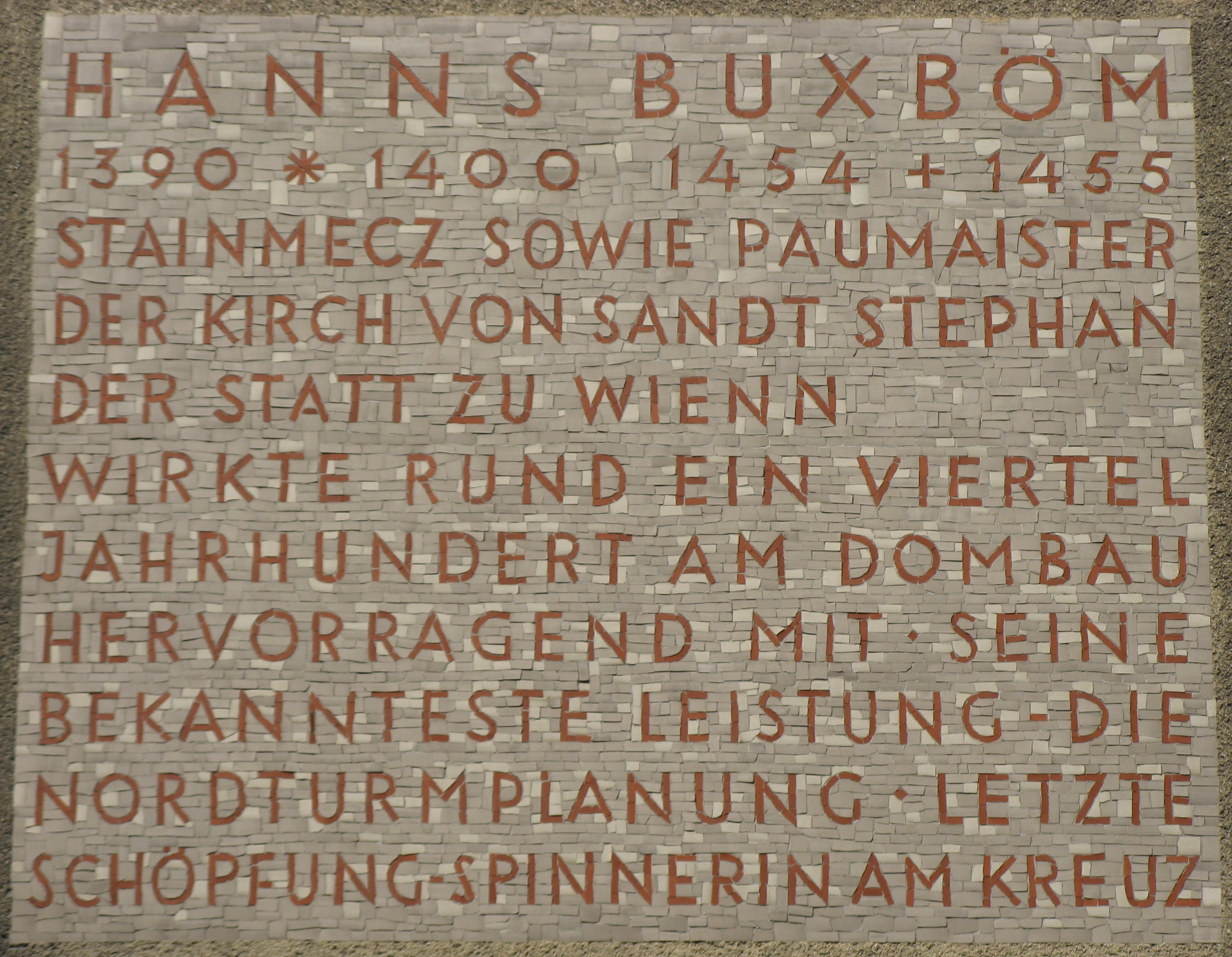
Mosaik für Hans Puchsbaum, Puchsbaumgasse 60

Die von Westen nach Osten besiedelte Puchsbaumgasse verläuft vom Reumannplatz im Zentrum des Bezirks (sie beginnt hinter dem Amalienbad) nach Osten bzw. Südosten bis zum ansteigenden Laaer Wald. Ihr südöstliches Ende befindet sich bei der Kreuzung der Gasse mit einer Industriebahn von der Ostbahn zur ehemaligen Ankerbrotfabrik. Jenseits des Gleises setzt sich die Gasse, die durch den Böhmischen Prater bis zur Kuppe des Erholungsgebietes Laaer Wald führt, unter dem Namen Laaer Wald fort.
Da die Gasse tangential zum Stadtzentrum gelegen ist, wurden die Hausnummern im Osten beginnend (im Uhrzeigersinn) zugeteilt; die Nr. 64 findet sich an der Ecke zum Reumannplatz. Östlich der Absberggasse wurde offenbar wesentlich später nummeriert; jedenfalls befinden sich dort nur die Hausnummern 1 und 2 mit Unterteilungen. Westlich der Absberggasse wird die Puchsbaumgasse als Einbahn geführt und liegt in einem reinen Wohngebiet. Sie wird nicht von öffentlichen Verkehrsmitteln befahren. Auf dem  Puchsbaumplatz, der etwa in der Mitte des Verlaufs der Puchsbaumgasse liegt, befindet sich eine Grünfläche.

## Bemerkenswerte Gebäude

### Nr. 1C: ehemalige Ankerbrotfabrik
Vom südöstlichen Ende der Puchsbaumgasse bis zur Absberggasse befinden sich auf der linken, südlichen Straßenseite Bauteile der früheren Ankerbrot-Fabrik.

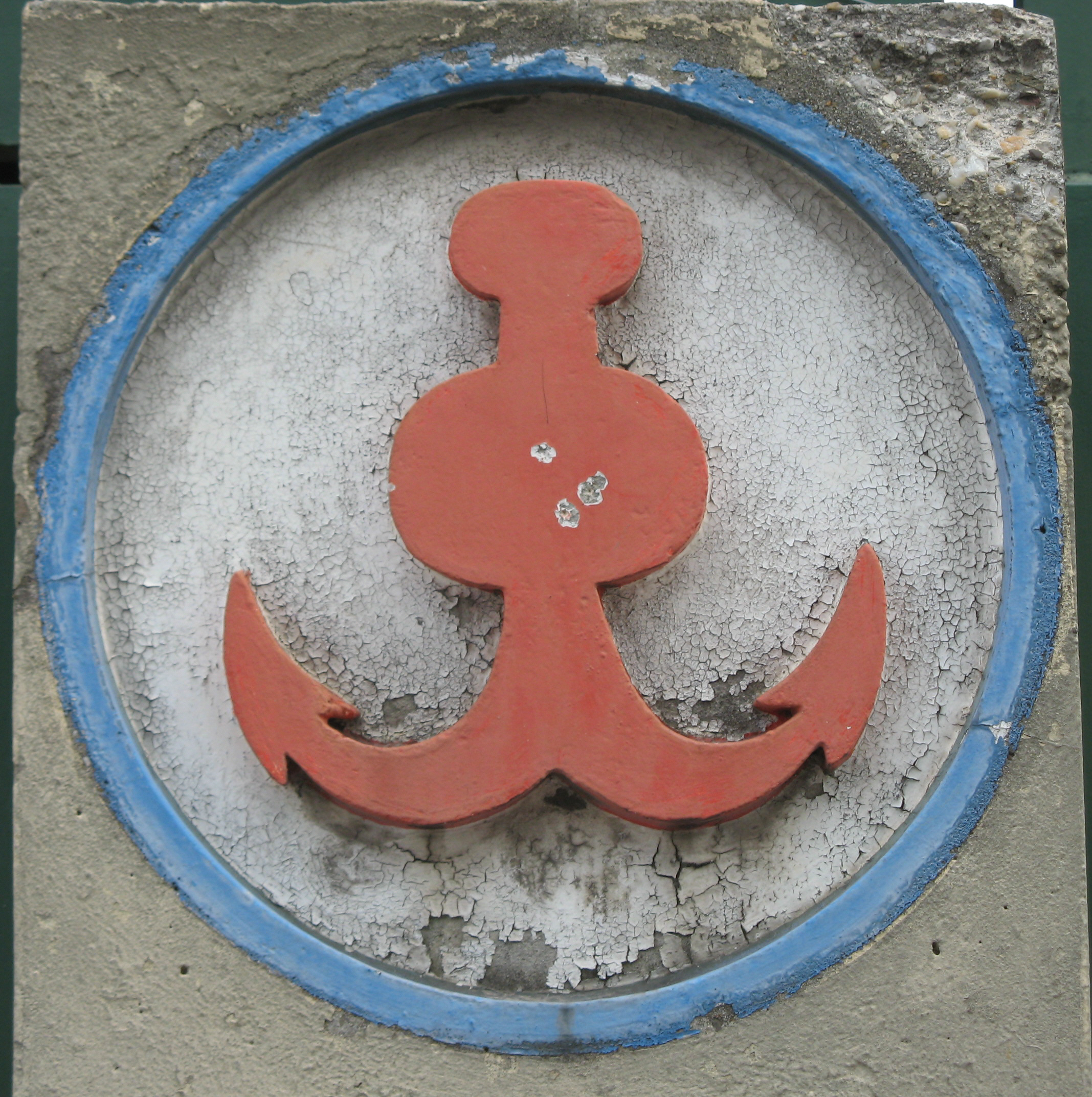
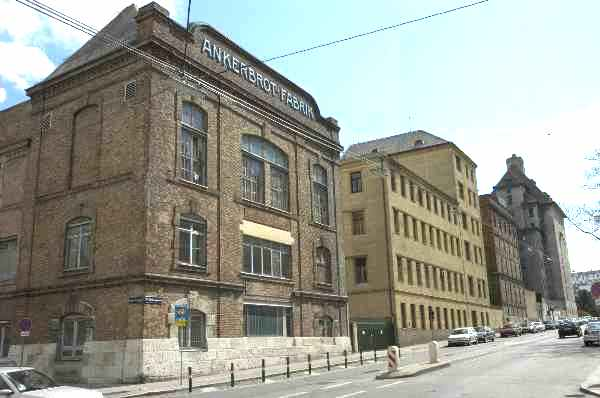
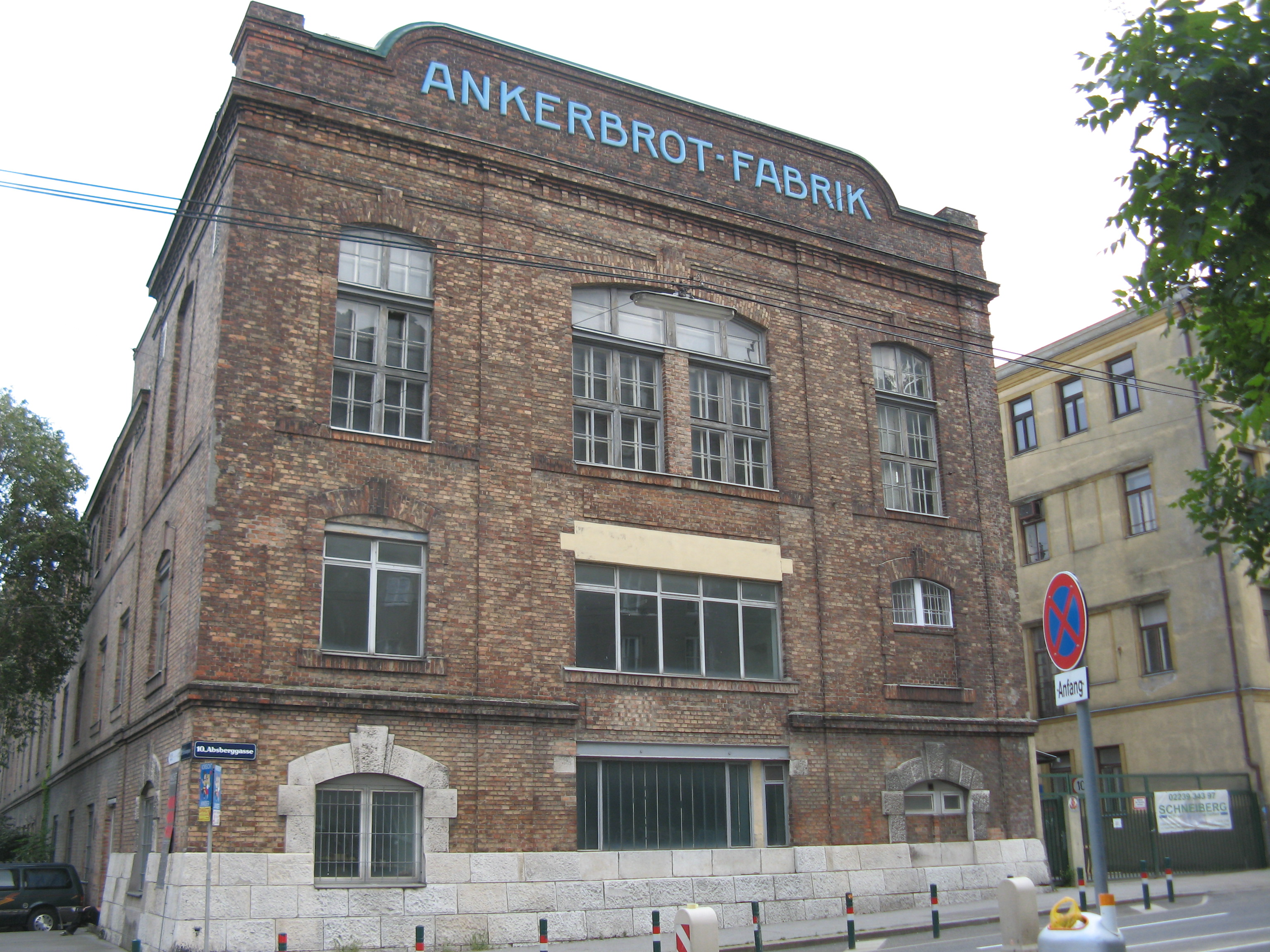
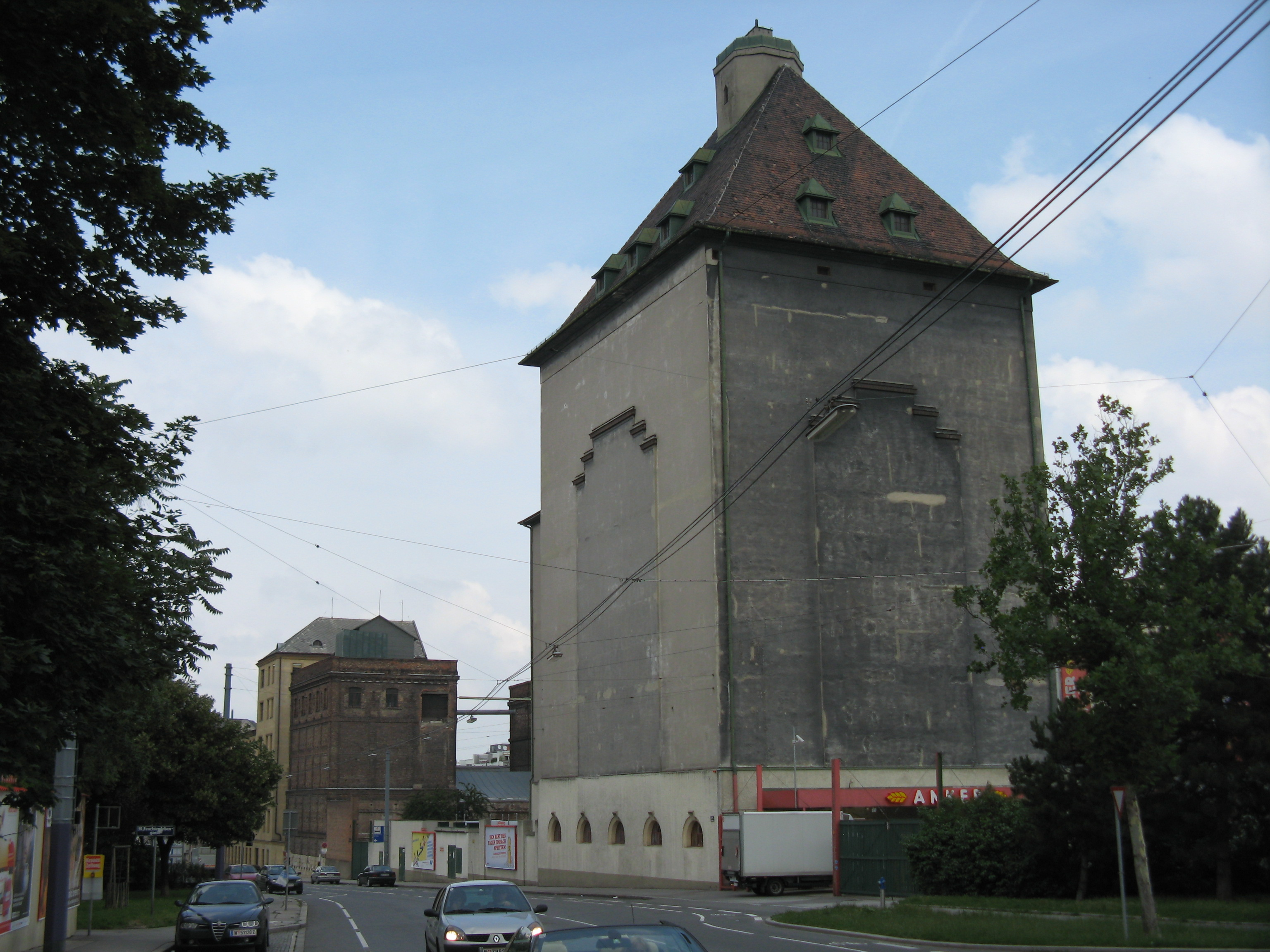
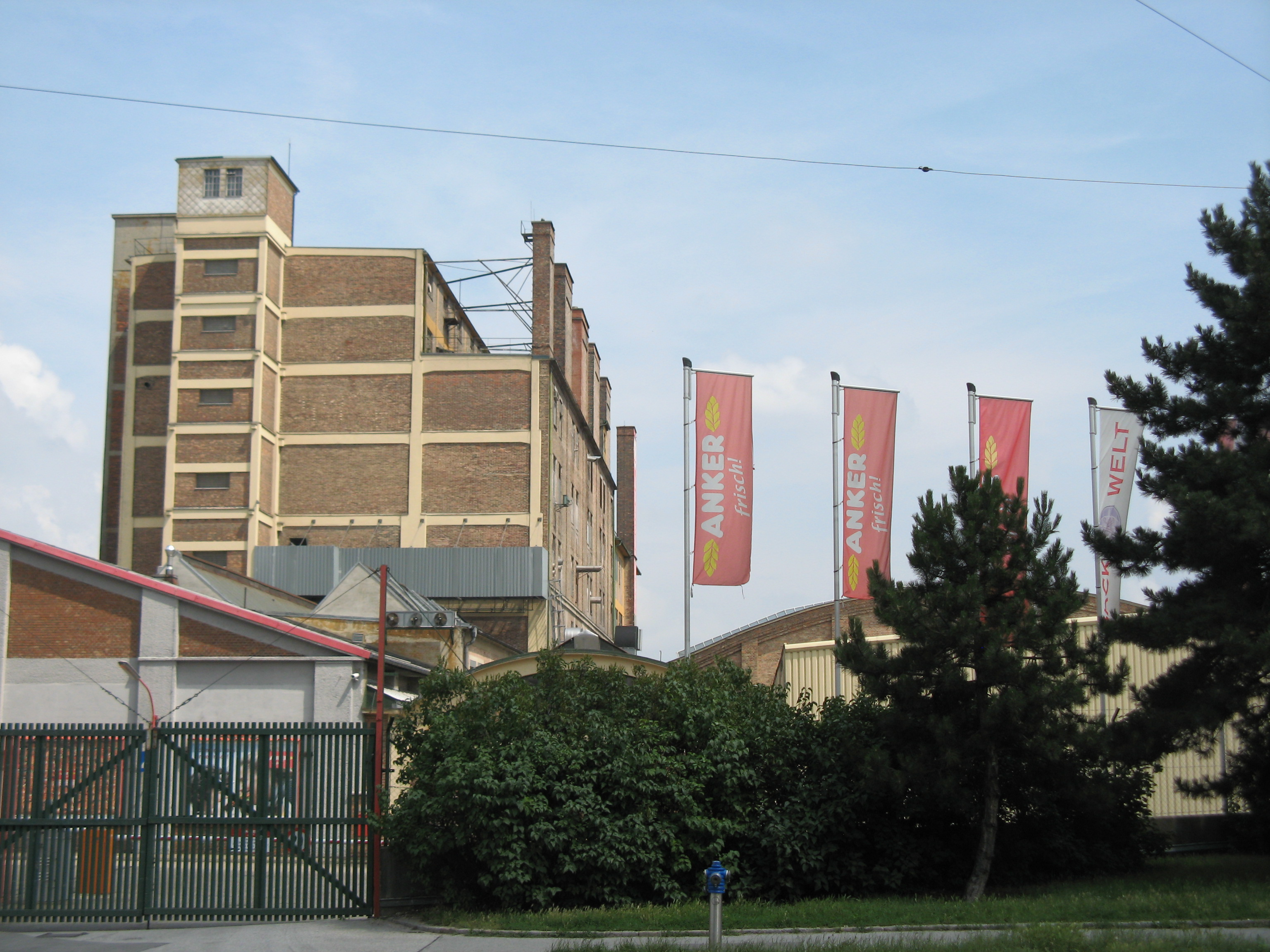
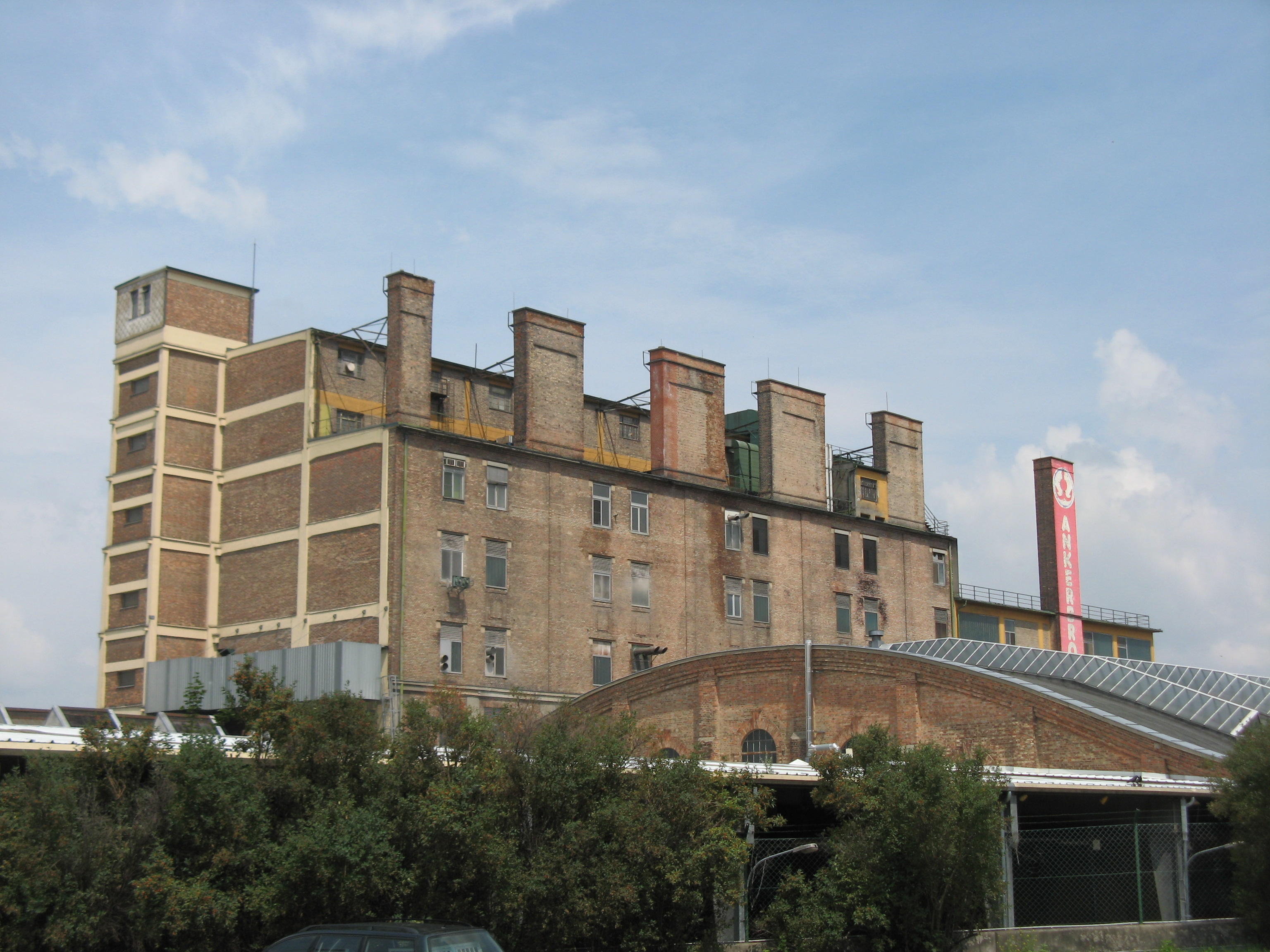
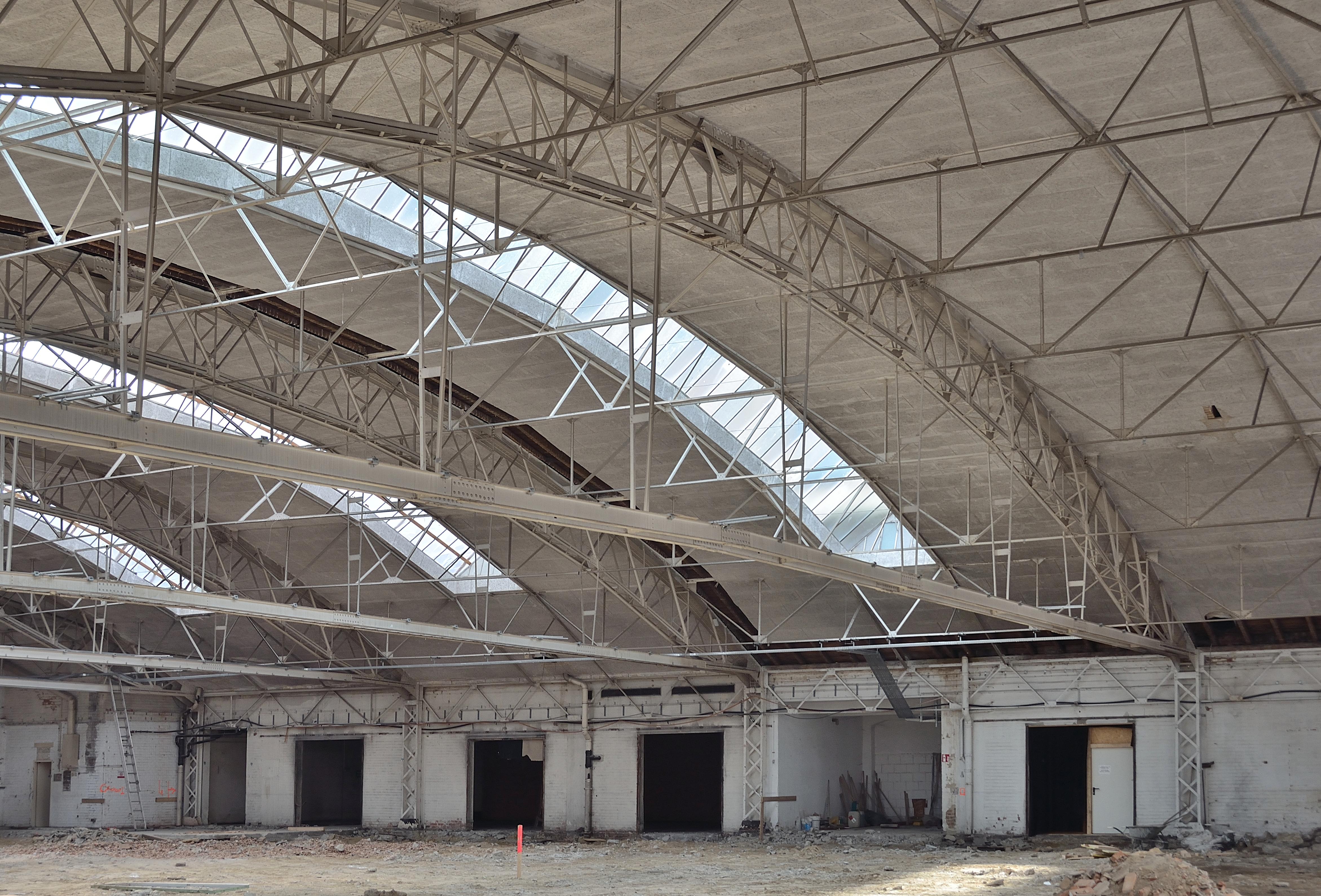

### Nr. 2: Wohnhausanlage
An der nördlichen Straßenseite wurde 1982 bis 1985 eine große Wohnhausanlage mit (nach elektronischem Stadtplan) 41 Stiegen und 750 Wohnungen errichtet.

### Nr. 2A−8: Arbeiterwohnhäuser
Diese bemerkenswerten Arbeiterwohnhäuser entstanden 1885 / 1886 nach Plänen von Josef Unger. Es handelt sich um 18 Einfamilienhäuser in Sichtziegelbauweise mit Dachgiebeln, zu denen jeweils ein Garten gehört. Solche nach englischem Vorbild errichteten Arbeiterwohnhäuser fanden in Wien sonst keine Verbreitung. Sie standen im Eigentum des Vereins für Arbeiterwohnhäuser, der sich 1896 auflöste und dann von der Kaiser-Franz-Joseph-I.-Jubiläumsstiftung für Volkswohnungen und Wohlfahrtseinrichtungen übernommen wurde. Die Anlage steht unter Denkmalschutz und ist mit der benachbarten 1912 entstandenen Wohnhausanlage Buchengasse 7–9 von der Stadt Wien zur baulichen Schutzzone Arbeitercottage-Kiesewettergasse zusammengefasst.

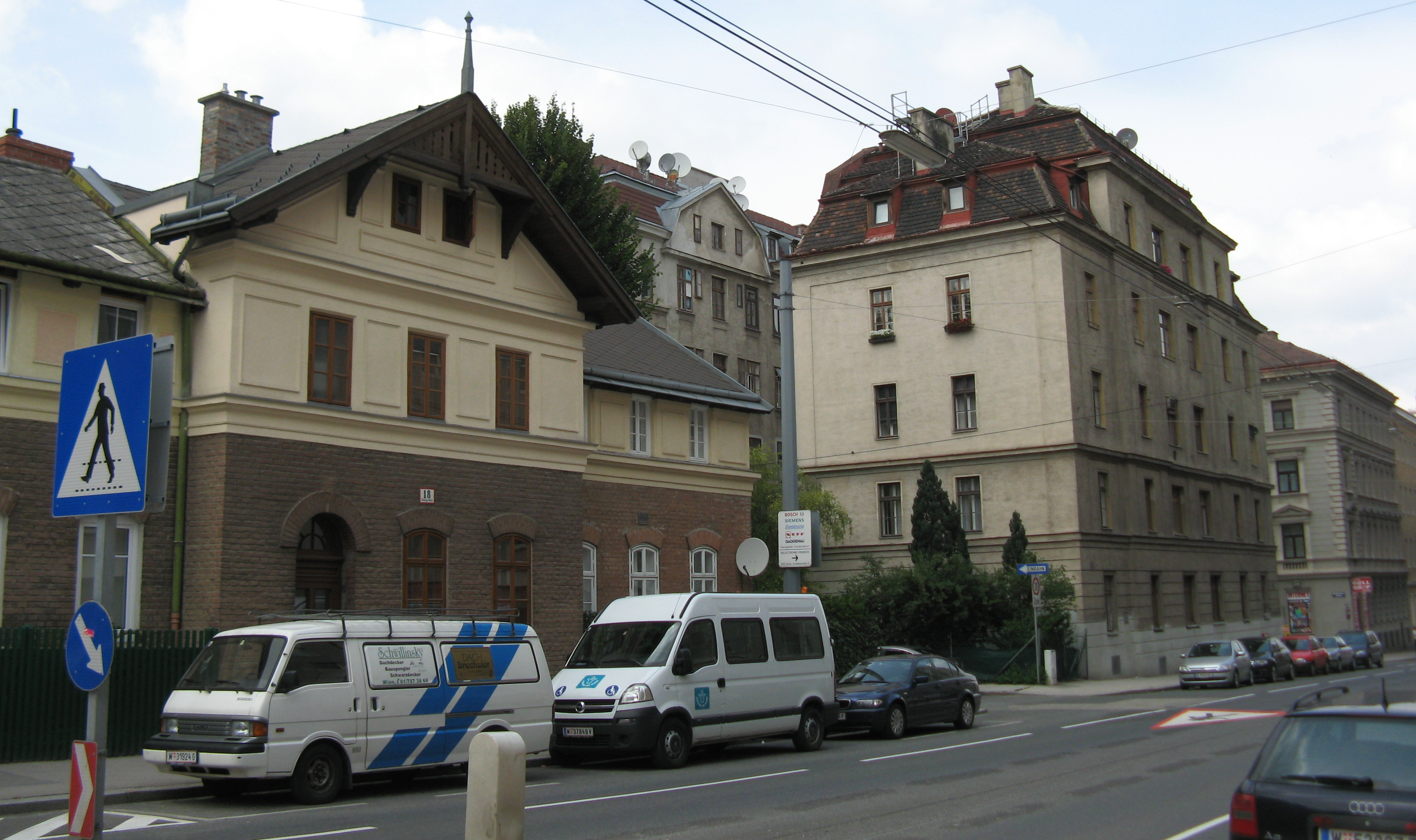
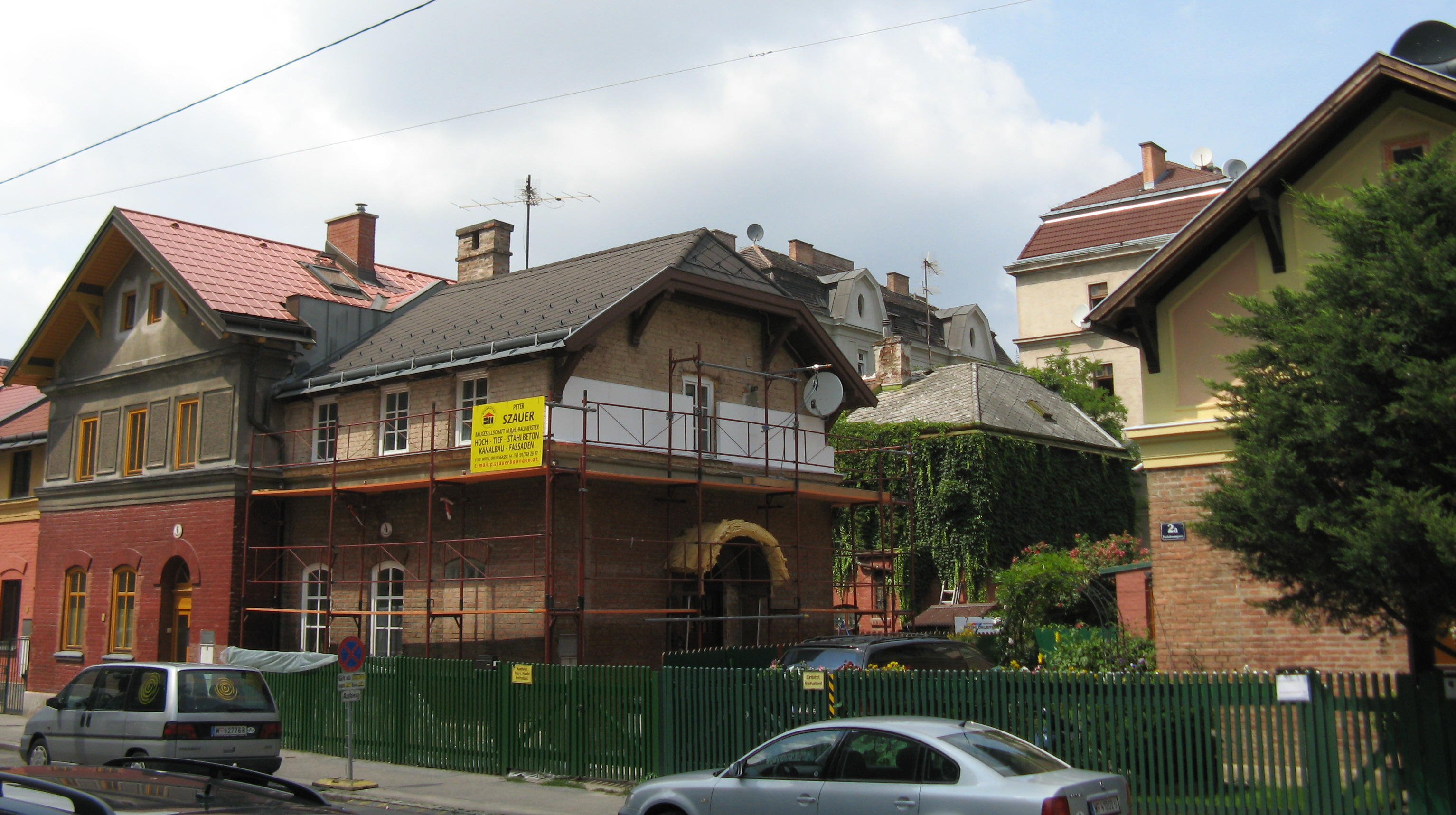
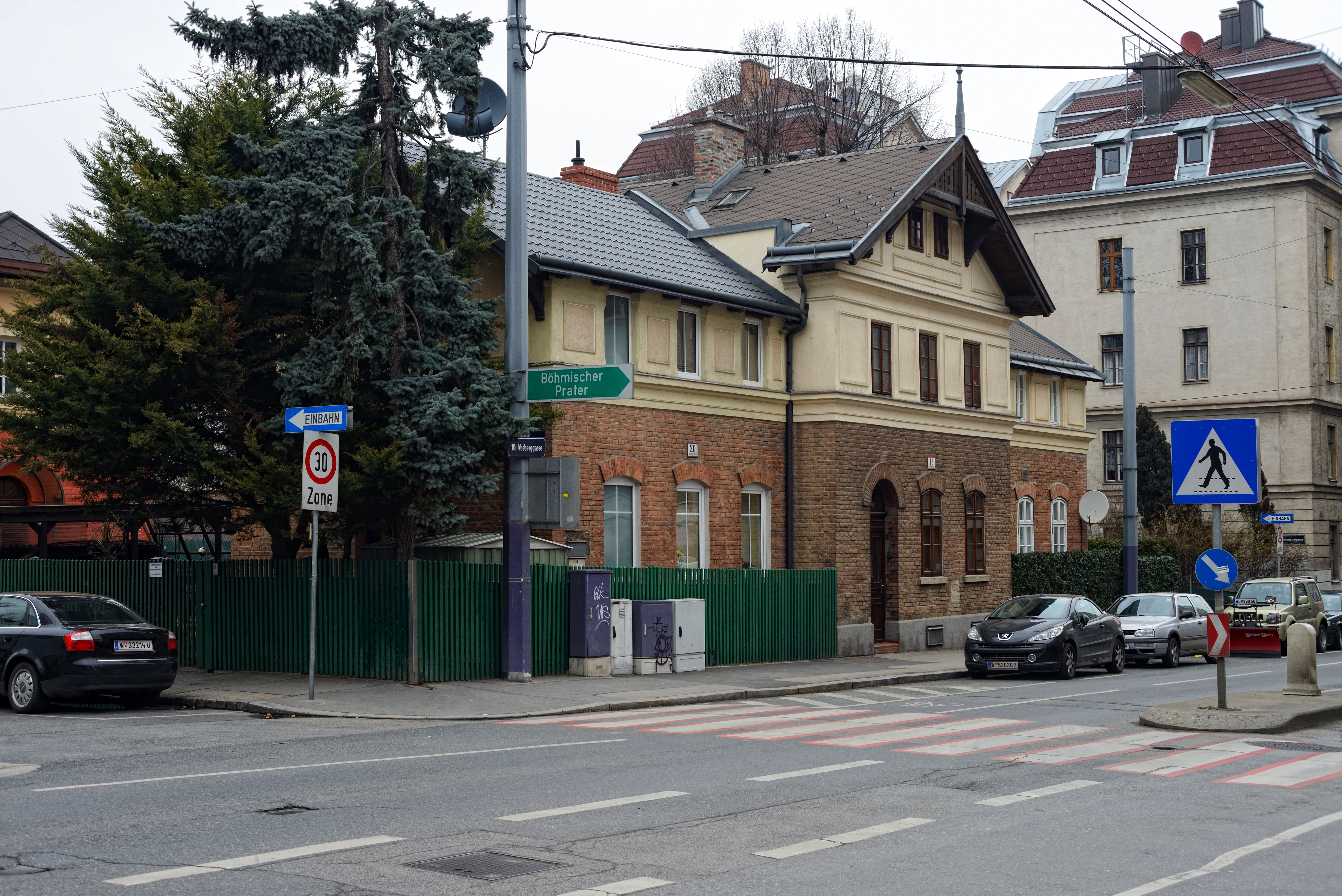
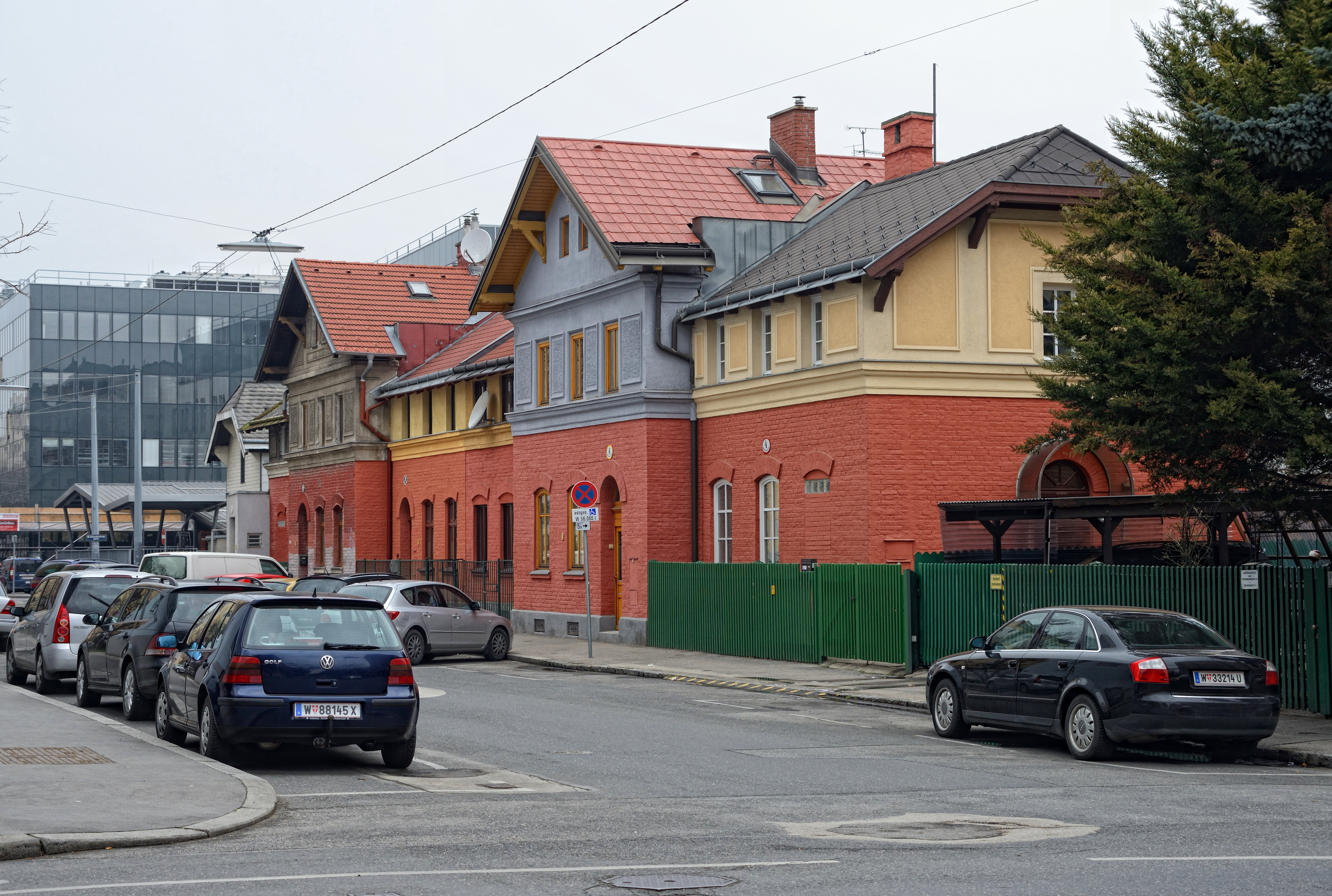
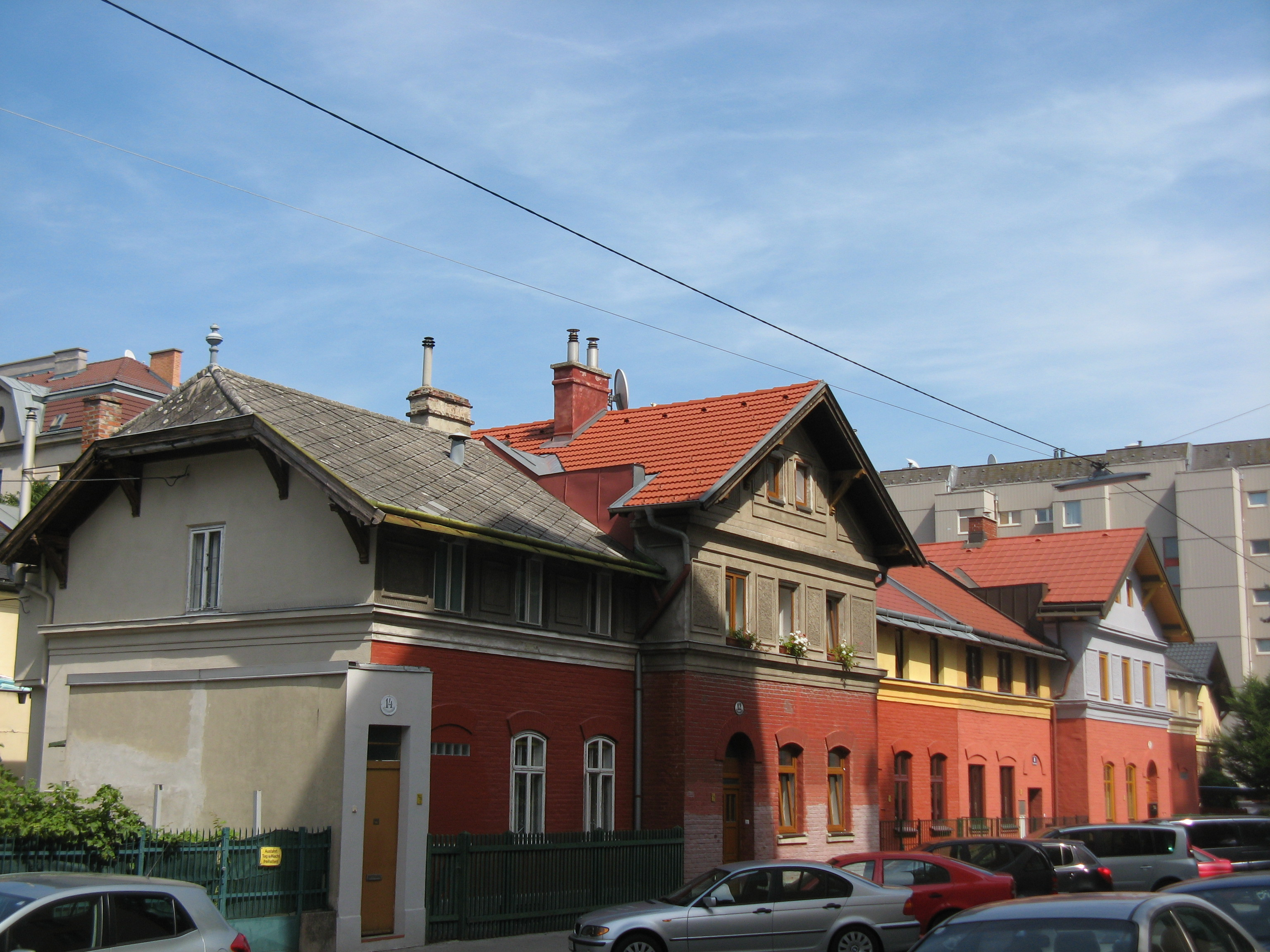

### Nr. 5–7: Plastiken
In der Wohnanlage befindet sich eine Natursteinplastik Hirte mit Schafen von Franz Barwig dem Jüngeren aus dem Jahr 1958. Eine Brunnenschale mit der Bronzeplastik Zwei Pferde aus demselben Jahr stammt von Walter Lackner.

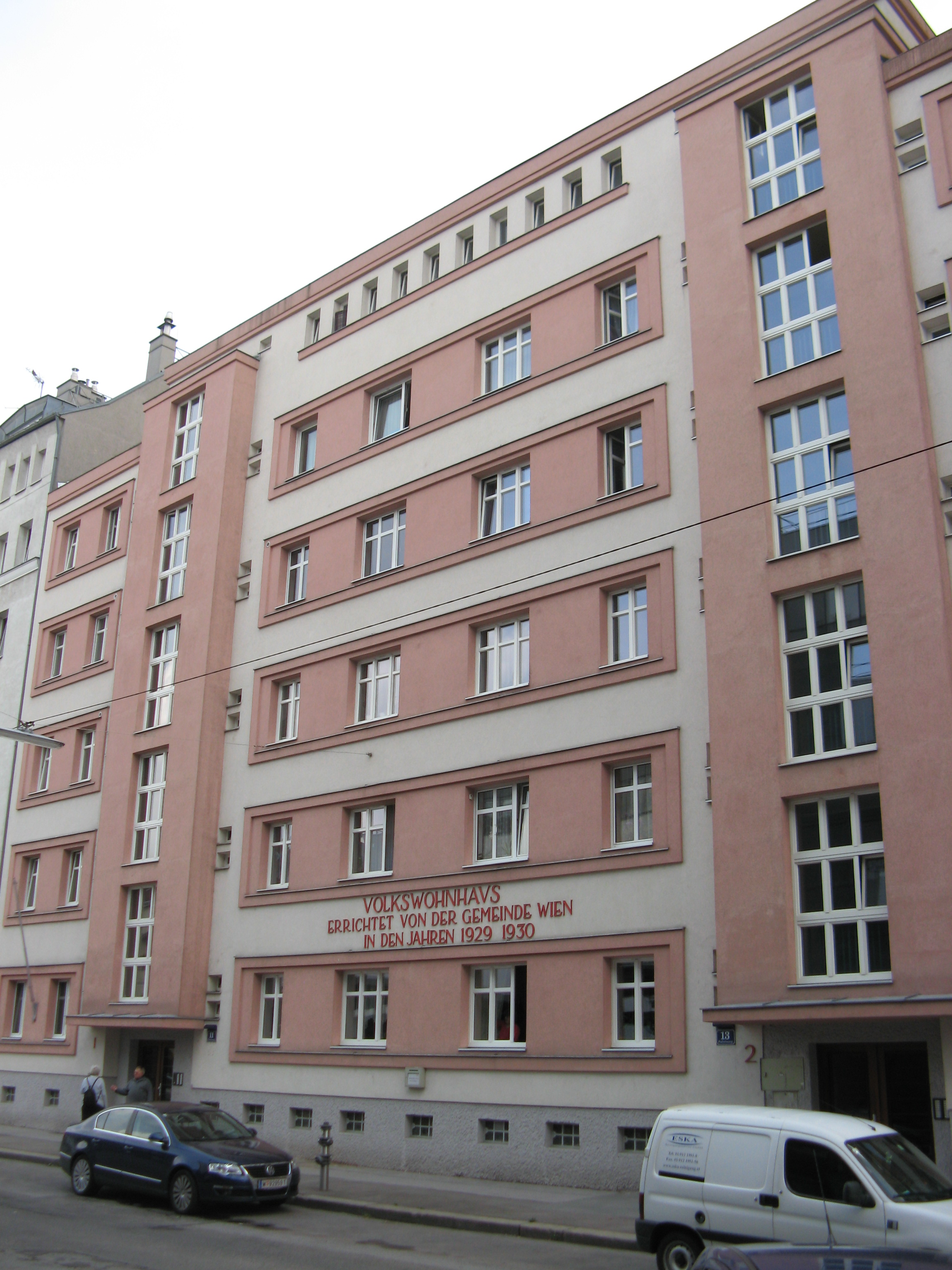
Puchsbaumgasse 11–13

### Nr. 11–13: Städtische Wohnhausanlage
Die städtische Wohnhausanlage auf Nr. 11–13 stammt aus dem Jahr 1929 und wurde nach Plänen von Eugen Rudolf Heger errichtet.

### Nr. 15: Richard-Platzer-Hof
Das anschließende Wohnhaus auf Nr. 15 aus der Nachkriegszeit wurde nach dem revolutionären Sozialisten Richard Platzer (1903–1942) Richard-Platzer-Hof benannt und weist an der Fassade ein großflächiges Sgraffito auf.

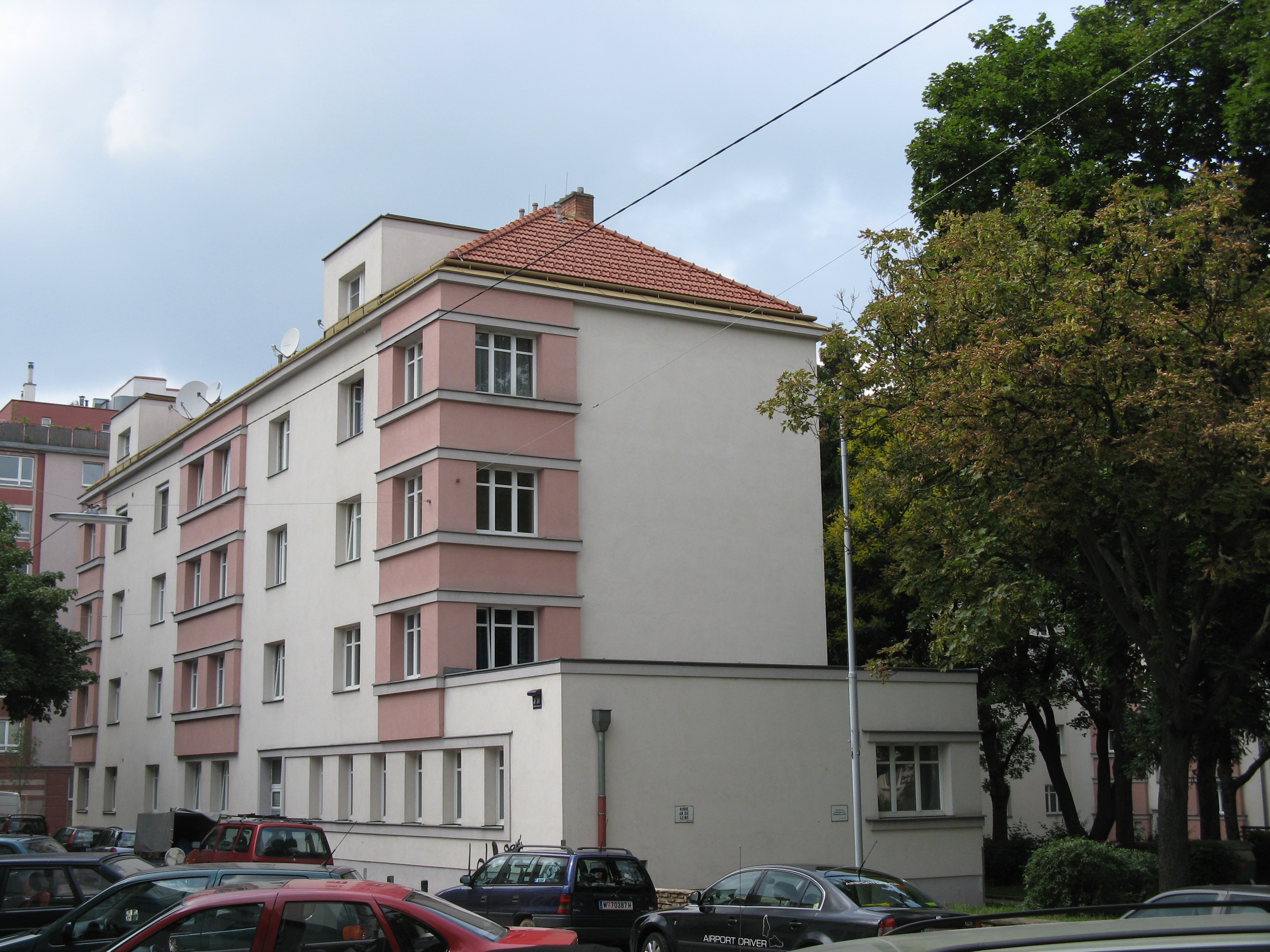
Puchsbaumgasse 24–36

### Nr. 24–36: Städtische Wohnhausanlage
Die große Wohnhausanlage in U-Form um einen begrünten Innenhof stammt von Konstantin Peller aus den Jahren 1936–1938 und setzte die Tradition des kommunalen Wohnbaus des Roten Wien der 1920er Jahre im „Ständestaat“ fort. Die Rückfront liegt an der Buchengasse.

### Nr. 60: Mosaik Hans Puchsbaum
Am Wohnhaus auf Nr. 60 befindet sich ein Mosaik mit der Darstellung eines Teiles des Stephansdoms und eine Inschrift, die über den Dombaumeister von Sankt Stephan, Hanns Buxböm (Hans Puchsbaum), informiert. Damit wird auf den Namensgeber der Puchsbaumgasse Bezug genommen.